# Hoya de Vélez
La Hoya de Vélez es una depresión litoral del sector oriental de la provincia de Málaga (España). Está situada en el área central de la comarca de La Axarquía y delimitada por los Montes de Málaga, al oeste, la Sierra de Tejeda, al norte, y el Macizo de Vélez, al este. Al sur se abre hacia el Mediterráneo. 
La depresión está formada por la erosión causada por el río Vélez y su afluente, el río Benamargosa, así como por otros ríos menores. El clima es semiárido subhúmedo. Recibe una precipitación media anual de unos 629 mm, que cae principalmente en otoño. Se trata de una zona fértil, donde se practica una agricultura de tipo intensivo, especialmente de cultivos subtropicales como el aguacate o la chirimoya.
La Hoya de Vélez es el límite entre el complejo alpujárride y el complejo maláguide.